# Listă de actori venezueleni
Aceasta este o listă de actori venezueleni.
Cuprins: Început - 0–9 A B C D E F G H I J K L M N O P Q R S T U V W X Y Z

## A

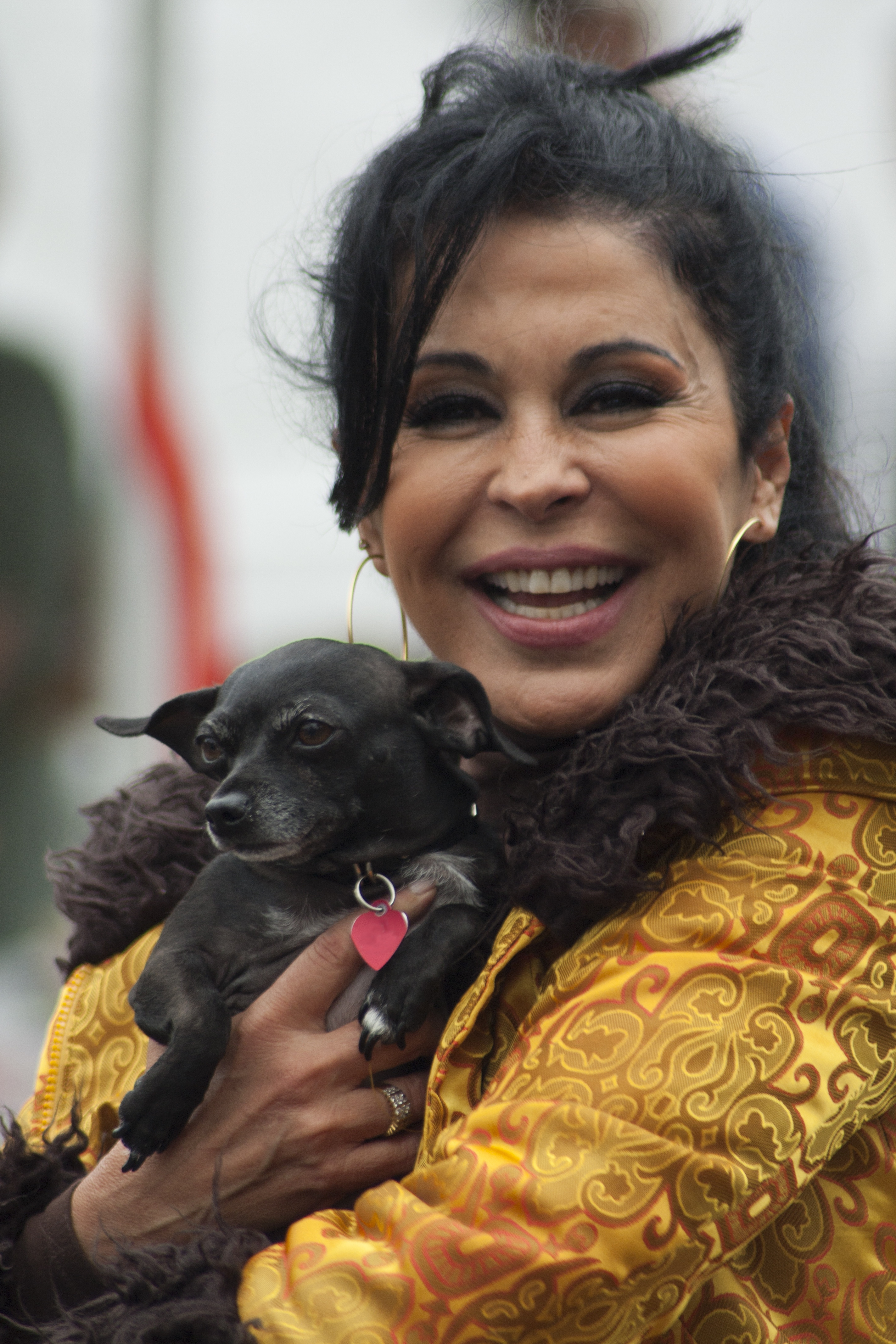
Maria Conchita Alonso, 2011

- Alex Adames
- Maria Conchita Alonso
- Fabiola Angulo‎

## B
- Norkys Batista
- Daniela Bascopé
- Chantal Baudaux

## C
- Rosa Castro

## D
- Guillermo Davila
- Miguel de León
- Majandra Delfino
- Chiquinquirá Delgado

## F
- Lupita Ferrer
- Catherine Fulop

## G
- Barbara Garofalo
- Viviana Gibelli

## H
- Tomás Henríquez

## M
- Lucas Manzano
- Jonathan Montenegro

## O

Estefany Oliveira

- Laureano Olivares
- Estefany Oliveira

## R
- Edgar Ramírez‎
- Maricarmen Regueiro
- Humberto Rossenfeld‎

## S

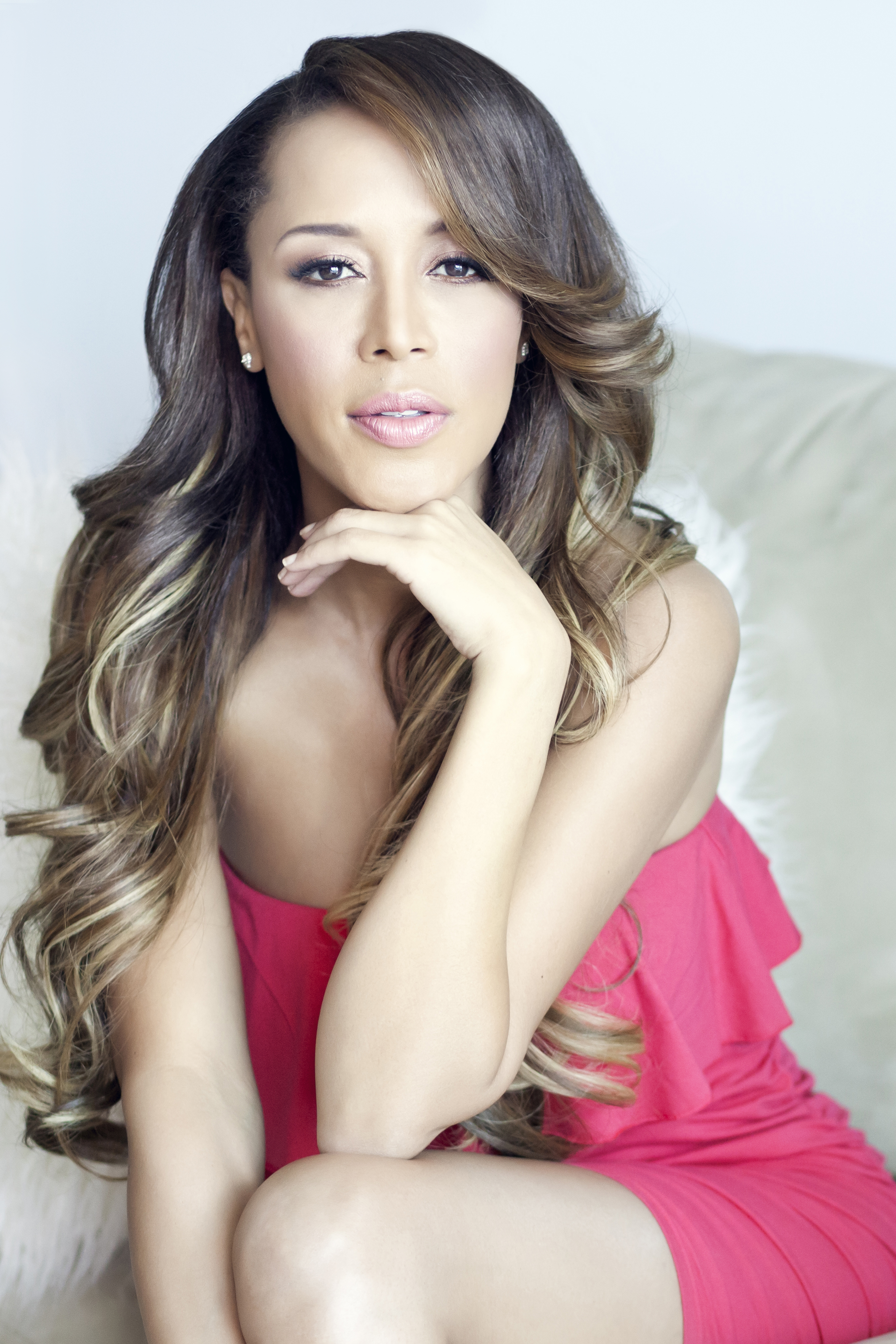
Marger Sealey

- Marger Sealey
- Sonya Smith
- Daniela Spanic
- Gabriela Spanic
- Natalia Streignard

## V
- Patricia Velásquez

## Z
- Gigi Zancheta

## Vezi și
- Listă de regizori venezueleni

Format:Cinematografia venezueleană